# 吳克忠
吳克忠（14世纪？—1449年），原名伯克，《明史》将他和长兄答蘭混为一人，吳允誠之次子，蒙古人，明朝軍事將領。
吳克忠早年隨父歸附明朝，永乐三年（1405年），奉命居凉州（今甘肃省武威市）耕牧。后屢次與父參與明成祖北征。攻打阿鲁台、本雅失里，以功升凉州卫指挥事。永乐十五年（1417年），吳允誠去世后，明成祖改其名為克忠，并襲其父恭順伯爵位。永乐二十年至二十二年，跟從成祖三次北征阿鲁台。洪熙元年（1425年），晋為恭順侯，宣德四年（1429年），充宣府副總兵巡邊。正統九年（1444年），統兵出喜峰口，征兀良哈，有功，加太子太保。正统十四年（1449年），随英宗征瓦剌。土木之變時，在英宗撤离宣府时，率领殿军拒后，与瓦刺追兵血战，其與弟吳克勤俱歿於陣，其贈邠國公，謚忠勇。有一子吳瑾。